# Erik Stark
Ej att förväxla med racerbåtföraren Erik Stark.

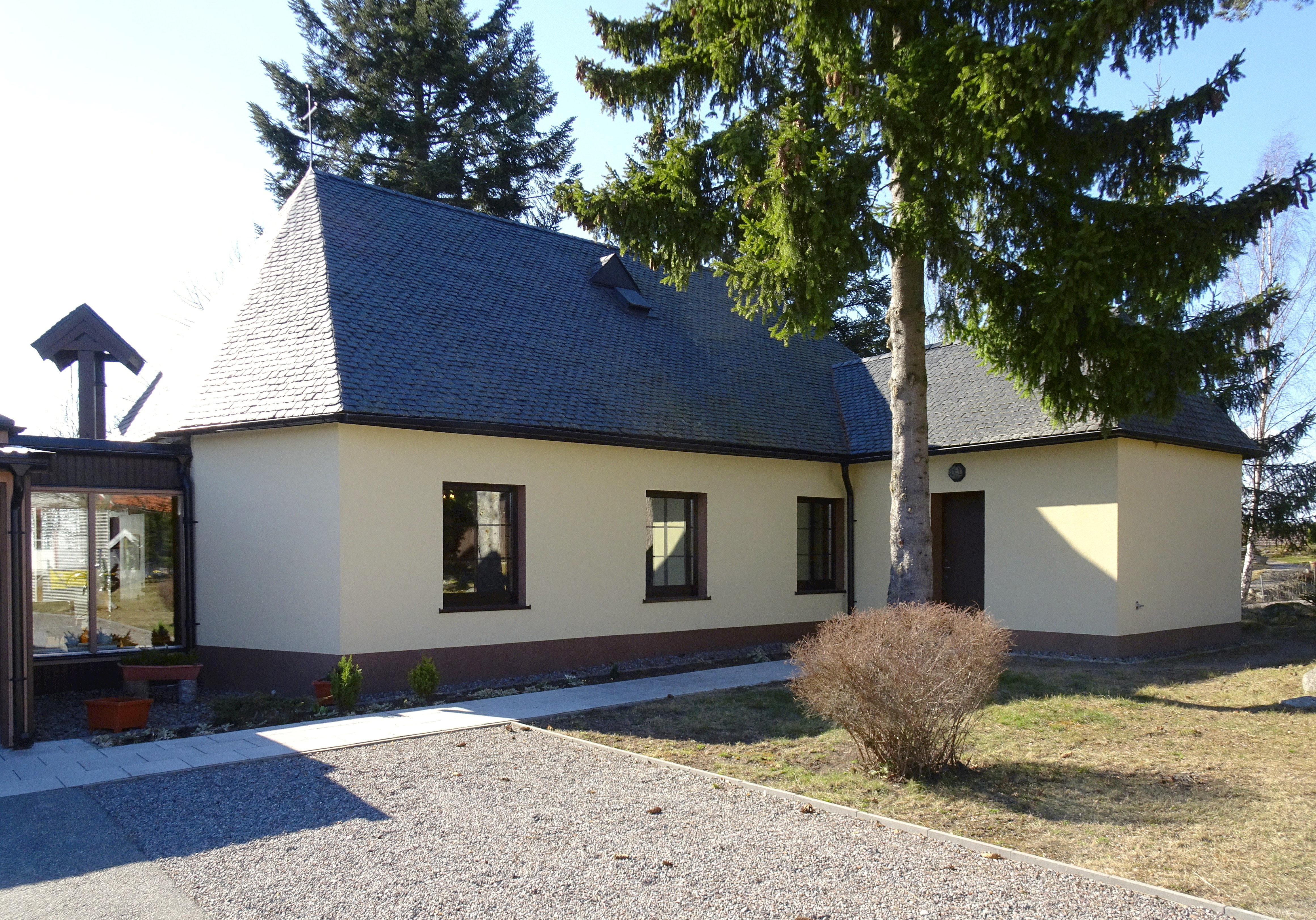
Elisabetsystrarnas kapell, Stäket

Erik Stark, född 7 februari 1915 i Stockholm, död 11 september 2010 i Stockholm, var en svensk arkitekt och fastighetsekonom. Han var son till arkitekten Albin Stark.

## Liv och verk

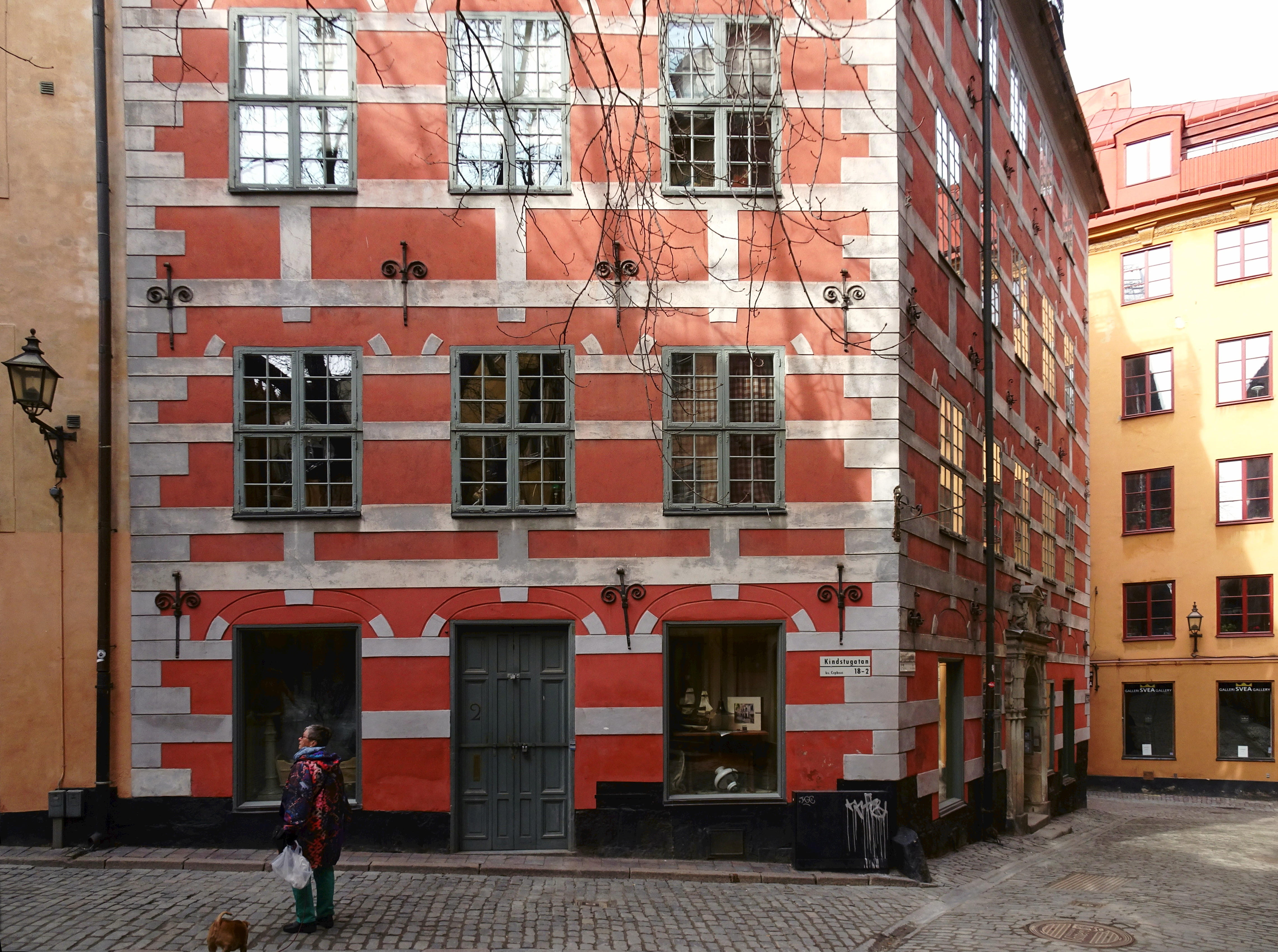
Bartelska och Törneska husen (sanering).

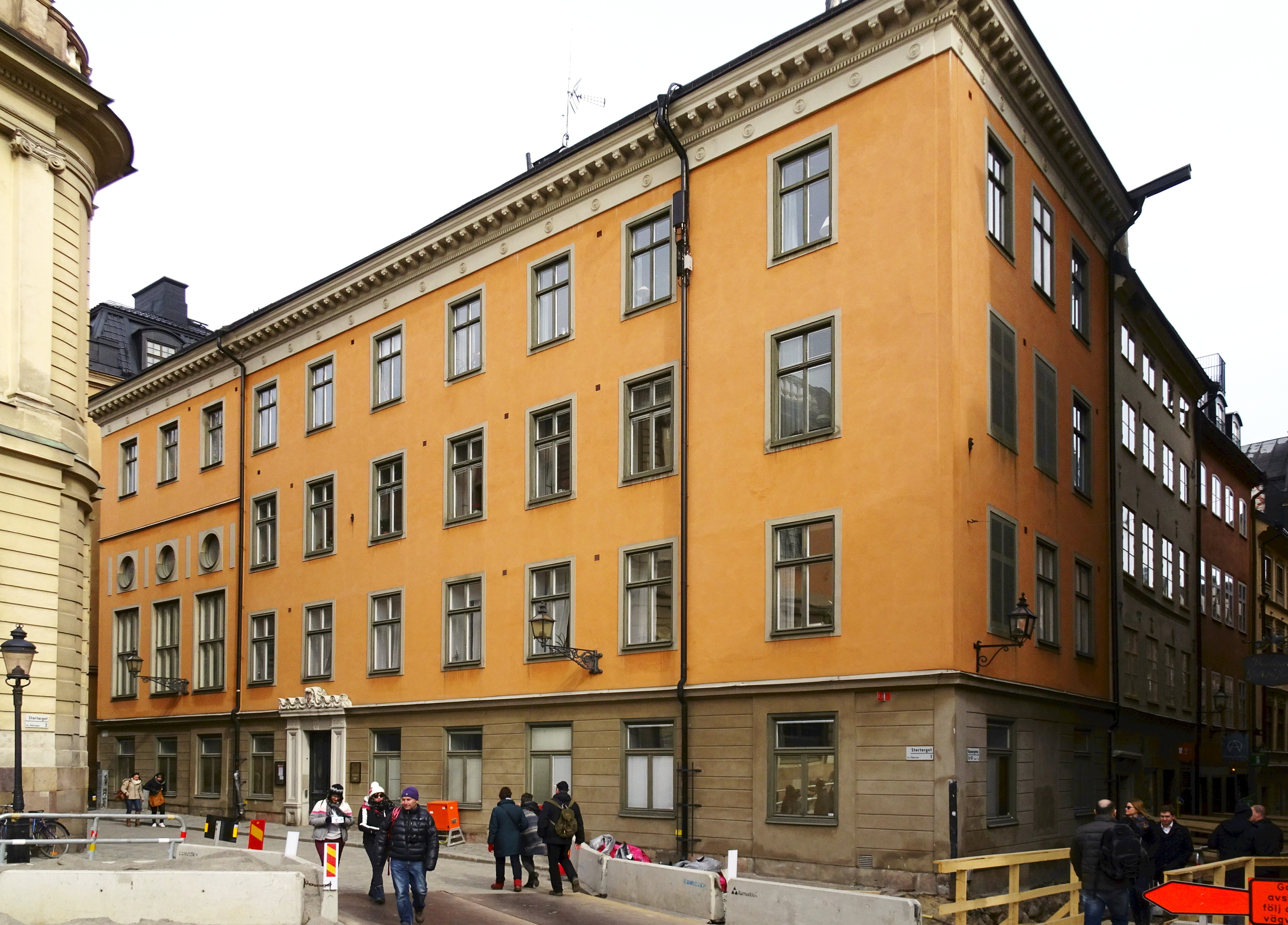
Stockholms domkyrkoförsamlingens församlingshus (ombyggnad).

Erik Stark tog studenten vid Whitlockska samskolan 1934 och studerade vid KTH mellan 1936 och 1942. År 1942 började han arbeta som arkitekt tillsammans med fadern Albin Stark och från och med 1948 hade han egen arkitektverksamhet. 1944 blev Erik Stark invald i Stockholms byggnadsförening, där han var aktiv ända fram sin död 2010. Han intresserade sig tidigt för fastighetsekonomi och utförde som värderingsman under Norrmalmsregleringen  omkring 8 000 ärenden. Han föreläste och gav kurser i fastighetsvärdering och fastighetsförvaltning.
Tillsammans med fadern stod han för saneringar och upprustningar i flera kvarter i Gamla stan, bland dem kvarteret Cepheus som var den största enskilda saneringen i Gamla stan, utförd mellan 1930-talet och 1970-talet med Samfundet S:t Erik som beställare. 
Stark var ordförande i Hembygdsföreningen Gamla Stan och erhöll 1985 Samfundet S:t Eriks belöningsplakett för livslånga insatser i samfundets anda – från teknologårens uppmätningar i Gamla stan över restaureringar där […] tal och skrifter om varsam ombyggnad samt uppdrag för ordförande i Stockholms Byggnadsförening och ålderman i S:t Nicolai gille till mångårigt ordförandeskap i Hembygdsföreningen Gamla Stan. Erik Stark fann sin sista vila på Norra begravningsplatsen, där han gravsattes den 2 november 2010.

## Verk i urval
- Ombyggnad av Stockholms domkyrkoförsamlingens församlingshus i Phaeton 1, Stockholm, 1947-1960.
- Kapell för Elisabetsystrarna i Stäket, 1953.
- Fabriksbyggnad i Ängelholm, 1955.
- Flera ombyggnader för Svenska handelsbanken från 1956.
- Restaurering och sanering av Bartelska och Törneska husen i kvarteret Cepheus, Stockholm, för Samfundet S:t Erik, 1969-1971.[6]
- Villor, bostads-, kontors- och affärshus